# Manuel II van Kongo
Manuel II of Manuel Mpanzu a Nimi (overleden 1743) regeerde als telg van het Huis Kimpanzu over het Koninkrijk Kongo van 1718 tot 1743, tijdens de periode van het zogenaamde "roterend koningschap" dat door zijn voorganger was ingesteld. Voor zijn aantreden had Manuel II reeds een militaire rol gespeeld, met name door deel te nemen aan de herovering van São Salvador tijdens zijn strijd tegen rivaal Pedro III.

## Levensloop
Manuel, broer van Daniel I, werd na diens dood tijdens de Plundering van São Salvador de belangrijkste Kimpanzu-pretendent voor de Kongolese troon. Hij vestigde zich in Mbamba Lovata, waar hij zich als Awenekongo liet erkennen, waarmee dit een van de drie belangrijkste post-burgeroorlogstaten werd, naast twee door Kinlaza-pretendenten gecontroleerde gebieden. In 1680 regeerde koning Pedro III over het rivaliserende koninkrijk Lemba, waar hij aanspraak maakte op de Kongolese troon tegenover de Kimpanzu-aanhangers in Soyo's zuidelijke provincie Luvota. Manuel zwoer wraak en beraamde een complot om Pedro III te vermoorden. Onder het voorwendsel van een wapenstilstand, verraderlijk bemiddeld door de prins van Soyo, werd Pedro III in een val gelokt met de belofte van een verzoeningshuwelijk met een Kimpanzu-edelvrouw. In plaats daarvan verscheen Manuel vermomd als bruid uit de Soyo-bruidsstoet en schoot Pedro III dood, waarna hij wist te ontkomen. Deze beruchte episode zou een blijvend obstakel vormen voor duurzame verzoening tussen de adellijke facties.
Na de moord op Pedro III streed Manuel om zijn aanspraak op Kongo te vestigen, wat culmineerde in de Slag om São Salvador, waarin hij samenwerkte met Pedro Constantinho da Silva en diens aanhangers, voormalige ondergeschikten van Pedro IV. Hoewel de strijdkrachten van Pedro en Manuel aanvankelijk botsten, behaalde Pedro uiteindelijk de overwinning en verwierf hij de controle over de hoofdstad, waardoor hij de facto Mwene Kongo van Kongo werd. Manuel bleef echter nog zes jaar lang zijn aanspraak handhaven en bestuurde een rivaliserend regime in Mbamba Lovata, totdat een akkoord tussen Pedro en Manuel in 1715 leidde tot het herstel van een systeem van troonroulatie tussen de Kinlaza en Kimpanzu-huizen.